# Малое Камаево
Малое Камаево (чув. Кайри Шĕнерпуç) — деревня в Мариинско-Посадском муниципальном округе Чувашской Республики России. С 2004 по 2022 год входила в состав Шоршелского сельского поселения.

## География
Деревня находится в северо-восточной части Чувашии, в пределах Чувашского плато, в зоне хвойно-широколиственных лесов, к востоку от реки Цивиль, при автодороге 97Н-025, на расстоянии примерно 11 километров (по прямой) к юго-западу от города Мариинский Посад, административного центра района. Абсолютная высота — 142 метра над уровнем моря.

### Часовой пояс
Деревня Малое Камаево, как и вся Чувашия, находится в часовой зоне МСК (московское время). Смещение применяемого времени относительно UTC составляет +3:00.

## Население
| 2010 | 2012 |
| ---- | ---- |
| 262  | ↗313 |

### Половой состав
По данным Всероссийской переписи населения 2010 года в гендерной структуре населения мужчины составляли 53,1 %, женщины — соответственно 46,9 %.

### Национальный состав
Согласно результатам переписи 2002 года, в национальной структуре населения чуваши составляли 93 % из 286 чел.